# 何器
何器，清朝江西豐城人，監生出身，選福寧府通判。乾隆十四年（1749年）上任台灣澎湖通判。范咸主修的《重修臺灣府志》中有他的記載。